# NGC 34
NGC 17 = NGC 34 ist eine aktive Spiralgalaxie mit ausgedehnten Sternentstehungsgebieten vom Hubble-Typ S/P im Sternbild Walfisch südlich der Ekliptik. Sie ist schätzungsweise 265 Millionen Lichtjahre von der Milchstraße entfernt und hat einen Durchmesser von etwa 165.000 Lichtjahren. Die Galaxie befindet sich in der Endphase der Verschmelzung zweier Galaxien.
Das Objekt wurde im Jahr 1886 von dem US-amerikanischen Astronomen Frank Muller entdeckt. Am 21. November 1886 beobachtete der Astronom Lewis A. Swift dieselbe Galaxie; da zunächst nicht erkannt wurde, dass es sich um Beobachtungen ein und desselben Objekts handelte, trug die Galaxie zeitweise zwei Katalognummern, NGC 17 und NGC 34.